# Hong Sa-ik
Hong Sa-ik (jap. ホン・サイク, Hon Saiku als japanische Lesung der Hangeul-Silben bzw. Kō Shiyoku als japanische Lesung der Hanja; * 4. März 1889 in Anseong, damaliges Korea, heutiges Südkorea; † 26. September 1946 in Manila, Philippinen) war ein Generalleutnant der Japanischen Armee und der höchstdekorierte koreanischstämmige Japaner, der wegen Kriegsverbrechen der japanischen Armee im Pazifikkrieg verurteilt wurde.

## Frühe Karriere
Hong wurde 1889 in eine Yangban-Familie in Anseong, Gyeonggi-do geboren. Nach dem Abschluss des Japan-Korea-Protektoratsvertrags von 1905 trat er in die Kaiserlich Koreanische Militärakademie ein. Nach deren Auflösung durch die Japaner im Jahre 1909 wechselte er mit einem Stipendium von Kronprinz Euimin an die Zentrale Japanische Militärische Grundschule.
Bereits kurze Zeit später wechselte er an die Kaiserlich Japanische Heeresakademie, wo er zu diesem Zeitpunkt einer von mehreren koreanischen Schülern war. Nach der Annexion Koreas durch Japan im Jahr 1910 verließen einige von ihnen die Akademie, um sich dem Kampf der koreanischen Unabhängigkeitsbewegung anzuschließen. Der Großteil jedoch folgte der Führung von Ji Cheong-cheon, welcher sie überzeugte, erst als treue Schüler die japanische Militärausbildung zu Ende zu führen, um dann mit ihren gewonnenen Fähigkeiten zur Unabhängigkeitsbewegung zu stoßen. Nur wenige, unter ihnen Hong, hielten sich von diesen Bewegungen fern und blieben loyal zu ihrem nun japanischen Kaiser. Aufgrund dessen wurden diese von ihren koreanischen Klassenkameraden großteils ausgeschlossen.
1914 schloss er die Heeresakademie schließlich im Rang eines Leutnants der Kaiserlich Japanischen Armee ab. 1923 machte er seinen Abschluss an der Kaiserlich Japanischen Heereshochschule.
Um diese Zeit herum wurde er erneut von Ji Cheong-cheon kontaktiert, der 1919 desertiert und zu den Guerillatruppen der Provisorischen Regierung der Republik Korea übergelaufen war, welche ihr Zentrum in Shanghai hatte. Obwohl Hong das Angebot erneut ablehnte, blieb er mit Ji auch weiterhin befreundet und unterstützte dessen Familie aus seinem Privatvermögen, obwohl dies auch für ihn eine große Gefahr darstellte.

## Aufstieg durch die Ränge
Mit der Einführung der Sōshi-kaimei-Politik geriet Hong unter starken Druck, seinen koreanischen Namen zugunsten eines japanischen aufzugeben, was er jedoch ignorierte. Aufgrund seiner hervorragenden Leistungen stieg Hong trotzdem in der Militärhierarchie weiter auf. Von 1939 bis 1940 war er Teil der Expeditionsarmee China, von 1940 bis 1941 diente er in der 1. Depot-Division und 1941 wurde er nach einer Beförderung zum Generalmajor Befehlshaber der 108. Infanteriebrigade. Im März 1944 wurde er auf die japanisch besetzten Philippinen versetzt und wurde dort zum Oberbefehlshaber aller Kriegsgefangenenlager. Im Oktober desselben Jahres wurde er zum Generalleutnant befördert. Er blieb als Teil der 14. Regionalarmee auf den Philippinen, bis die Kämpfe dort beendet waren.

## Kriegsverbrecherverfahren und Hinrichtung
Während Hong der Oberkommandierende der Kriegsgefangenenlager auf den Philippinen war, war es zu verschiedenen Gräueltaten der ihm unterstellten Wachen, häufig koreanischstämmige Japaner, gegen die Gefangenen gekommen. Da dies unter seinem Kommando geschehen war, wurde Hong anstelle der Wachen in Manila vor ein Militärtribunal der Alliierten gestellt. Dieses verurteilte ihn am 18. April 1946 als Kriegsverbrecher zum Tode.
Während seiner Internierung soll Hong zum Christentum konvertiert sein. Am 26. September 1946 folgte seine Hinrichtung durch den Strang. Vor der Vollstreckung bat er, das ihm jemand den Psalm 51 vorlesen möge.

## Hongs Familie
Nach der Kapitulation Japans galt die Familie Hongs als geächtet. Sein ältester Sohn Guk-seon, der die japanische Waseda-Universität abgeschlossen und danach in der Bank von Chōsen, dem Vorläufer der Bank von Korea gearbeitet hatte, wurde auf persönliche Anweisung Rhee Syng-mans entlassen. Guk-seon und seine Mutter wanderten später in die USA aus, um der Unterdrückung zu entgehen.